# Montefuerte

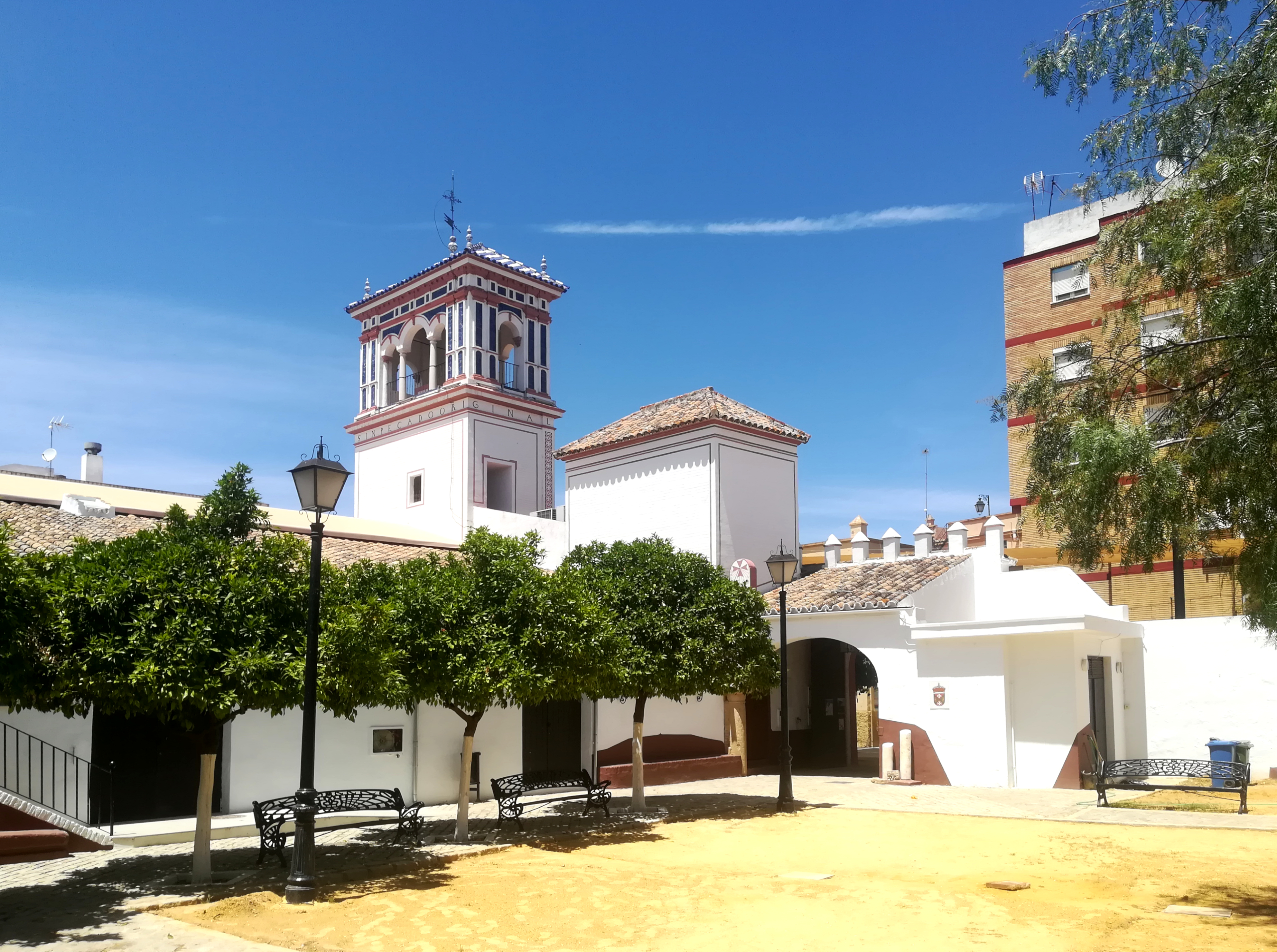
Patio de la hacienda. Se aprecia el mirador de estilo neoclásico sobre la torre de contrapeso de la antigua almazara.

La Hacienda Montefuerte se encuentra en Tomares (Sevilla, España). Actualmente es la Biblioteca Municipal José María Delgado Buiza.

## Historia

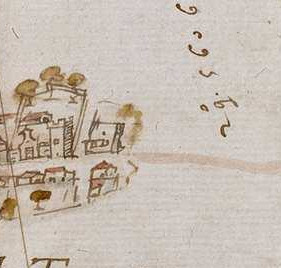
Imagen de la torre de defensa almenada en el lugar que se encuentra la actual hacienda de Navarro (Montefuerte), posible emplazamiento primitivo de Tomar.

Situada al lado de la Iglesia Parroquial de Nuestra Señora de Belén, se cree que en torno a su antiguo edificio se originó la actual población a la que se le denomina Tomar en el repartimiento de Sevilla.
En el plano realizado en 1628 a instancias del Conde-Duque de Olivares se observa en su actual emplazamiento, una torre almenada hoy desaparecida.
Se debe su denominación a que perteneció al marquesado de Montefuerte.
Ese título le fue otorgado por Felipe V de España a Juan Ortiz de Zúñiga y Caballero de Cabrera en 1705. Rico comerciante de Indias adscrito al puerto de Cádiz, caballero veinticuatro de Sevilla, el rey se lo concedió por los servicios prestados en la financiación de la Guerra de Sucesión Española. Casado con la condesa de Lebrija, fue su hijo, Luis Ortiz de Zúñiga y Pérez de Garayo, segundo marqués de Montefuerte y IV conde de Lebrija, el que adquirió, entre 1736 y 1754, la hacienda y 68 hectáreas de terreno en los términos de Tomares y de Mairena.
Siguiendo la costumbre de la época, la hacienda quedó incluida en el mayorazgo familiar hasta el siglo XIX, en el que gracias a las leyes liberales de abolición de vínculos y mayorazgos, pasó a manos privadas.
Fue adquirida por José Navarro Caro (m. 1906), rico hacendado del Aljarafe, casado con Trinidad González de la Torre, muy querida en su época por los habitantes del pueblo gracias a las obras sociales que realizó.
Su hija, Modesta Navarro González se casó en 1899 con el afamado torero, nacido en el pueblo, Emilio Torres Reina, Bombita.

## La hacienda olivarera

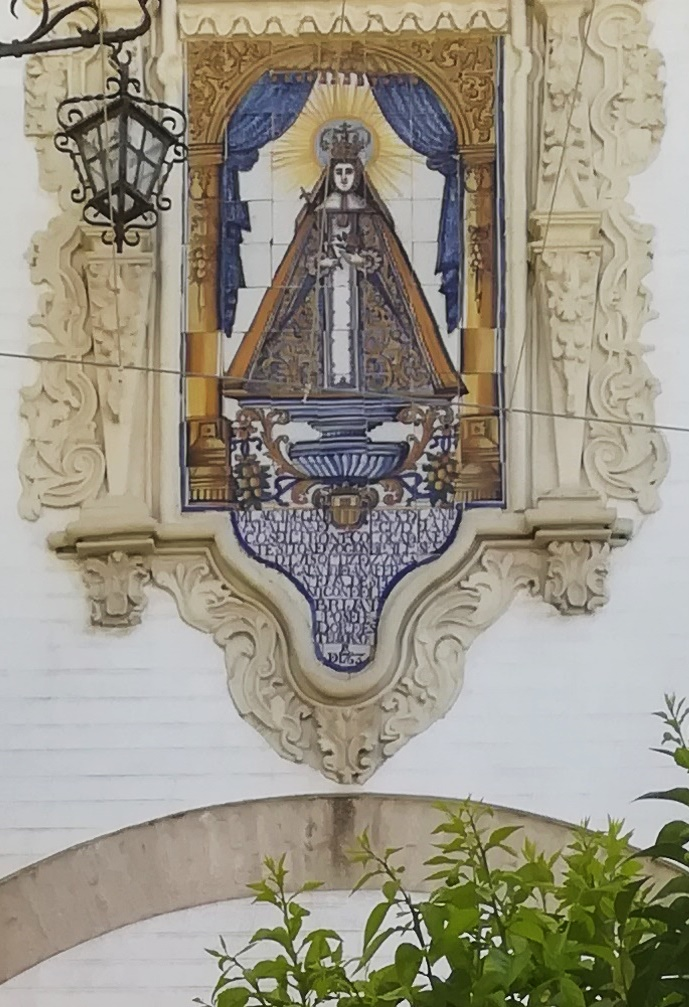
Azulejo de la Virgen de las Nieves.

Es un edificio con arquitectura del siglo XVI. Antes de su transformación en la situación actual, el caserío estaba organizado en torno a un patio rectangular al que se accede a través de sencilla portada con remate de almenas.
A la derecha quedaba el molino aceitero que tenía su correspondiente torre contrapeso. La torre quedó rematada en el siglo XVIII con el clásico mirador de las haciendas señoriales olivareras con cubierta a cuatro aguas sobre arcos simétricos que descansan en pilastras.
El señorío tiene entrada independiente desde la plaza de la iglesia con remate de balcón. 
En la fachada de la calle Navarro Caro, bajo el mirador de la torre del molino, aparece un cuadro de azulejos enmarcado con retablo en el que se lee: Milagrosa Ymagen de Ntrª Sª de las Nieves, patrona de Arcos de la Frontera, colocada en este sitio a devoción de D. Luis Ortiz de Zúñiga. Año de 1763.

## Situación actual
De propiedad municipal, el antiguo huerto es hoy el Parque Municipal Montefuerte, y en su interior se encuentra la Biblioteca Pública.